# GSM

Глобальна система мобільного зв'язку (англ. Global System for Mobile Communications, раніше фр. Groupe Spécial Mobile, GSM) — міжнародний стандарт для мобільного цифрового стільникового зв'язку з розділенням каналу за принципом TDMA та високим рівнем безпеки за рахунок шифрування з відкритим ключем. Стандарт був розроблений під патронатом Європейського інституту стандартизації електрозв'язку (ETSI) наприкінці 1980-х років.

## Технічні відомості

Більшість мереж GSM працюють у діапазоні 900 МГц або 1800 МГц. Деякі країни Америки використовують діапазони 850 МГц та 1900 МГц, оскільки стандартні діапазони 900 та 1800 МГц зайняті іншими системами.
Діапазони 400 та 450 МГц використовуються у деяких країнах (включаючи країни Скандинавії та деякі острівні країни).
При роботі у стандартному діапазоні 900 МГц використовуються діапазон 890–915 МГц для зв'язку від терміналу до базової станції, та 935–960 МГц для зв'язку від базової станції до терміналу. У деяких країнах діапазон частот GSM-900 був розширений до 880–915 Мгц (MS -> BTS) і 925–960 Мгц (MS <- BTS), завдяки чому максимальна кількість каналів зв'язку збільшилася на 50. Така модифікація була названа E-GSM (extended GSM).
Смуга у 25 МГц ділиться на 124 канали (несучі), кожен шириною у 200 кГц. Часове розділення каналів (TDMA) дозволяє у кожному каналі розміщувати вісім повношвидкісних (full-rate) чи шістнадцять напівшвидкісних (half-rate) голосових каналів.
Стандарт GSM використовує декілька голосових кодеків, що дозволяють передавати голосовий канал шириною 3,1 кГц на швидкостях від 5,6 до 13 кбіт/с.
Послуги, що можуть надаватися мережами GSM:
- Передавання голосової інформації.
- Послуга передавання даних (синхронний та ансинхронний обмін даними, в тому числі пакетна передача даних — GPRS).
- Передавання коротких повідомлень (SMS).
- Передавання мультимедійних повідомлень (MMS).
- Передавання текстових інформаційних повідомлень (Cell Broadcast)
- Передавання факсів.

## Історія
GSM був прийнятий в 1987 році як Європейський стандарт цифрової мобільної технології і відноситься до мереж другого покоління.  Запорукою його успіху стала висока якість передавання голосу, нескладна система міжнародного роумінгу та підтримка нових сервісів, таких як SMS і Інтернет. Перший дзвінок в стандарті мобільного стільникового зв'язку GSM був здійснений 1 липня 1991 прем'єр-міністром Фінляндії Гаррі Холкері до віце-мера міста Тампере Кааріне Суон, вони обговорили переваги нової технології GSM. Однією з головних тез тієї розмови стала чудова якість передавання голосу та безпека комунікації.
Першу мережу в цьому стандарті побудували компанії Telenokia і Siemens. Сьогодні це одна компанія — Nokia Siemens Networks. 
GSM є найпоширенішим стандартом у світі. За 10 років кількість користувачів мереж GSM досягла 500 мільйонів, а через двадцять років їх вже понад 4,4 мільярда. Причому їхній щоденний приріст становить 1 мільйон. Станом на 2011 у світі працює 838 GSM-мереж в 234 країнах. 
Зараз з GSM активно конкурують інші мережі EDGE, 3G і LTE. Вони дозволяють передавати набагато більші обсяги інформації.

## Діапазон частот
Частотний діапазон включає в себе чотири діапазони частот: 850, 900, 1800, 1900 МГц.